# مسیر سرد خون
مسیر سرد خون (به انگلیسی: Cold Blood) , فیلم کوتاه

## عوامل تولید
- برگرفته از عکس‌های عکاس جنگ "احسان رجبی"
- طراح و کارگردان : امیر مهران
- تدوین : آرش کریمی
- موسیقی : هومن همامی
- صدا : آرش قاسمی
- طراح گرافیک : مرتضی آکوچکیان
- تهیه‌کننده : مهرداد غفارزاده – امیر مهران

## خلاصه داستان
عکس‌ها در واقعی نمایش دادن قربانیان جنگ بسیار موفق بوده‌اند. در حالی که فیلم‌ها در نمایش این حقیقت کمتر موفق بوده‌اند.

## جشنواره ها
- - چهارمین جشنواره فیلم رویش - ۱۳۸۷
- - بیست و پنجمین جشنواره فیلم کوتاه تهران – ۱۳۸۷
- - ششمین دوره جشن تصویر سال – ۱۳۸۷
- - سومین دوره جشنواره فیلم جاده ابریشم – ۱۳۸۷ – بورسا ( ترکیه)
- - بیستمین جشنواره فیلم آنکارا – ۱۳۸۷ – ترکیه
- - پنجمین جشنواره فیلم مستند الجزیه – ۱۳۸۸ – دوحه (قطر)
- - دومین جشنواره بین‌المللی فیلم کوتاه قبرس – ۱۳۸۸ – نیکوزیا (قبرس)
- - سومین جشنواره بین‌المللی کرات کوفیل – ۱۳۸۸ – بوسنی و هرزگوین
- - نوزدهمین جشنواره فیلم‌های ویدئویی بوخوم – ۱۳۸۸ – آلمان
- - هفتمین جشنواره فیلم کوتاه بلغارستان – ۱۳۸۸
- - آوانسا ۲۰۰۹ - پرتقال
- - چهاردهمین جشنواره بین‌المللی فیلم اسپلیت – ۱۳۸۸ – کرواسی
- - پنجمین جشنواره فیلم کوتاه سنگاپور - ۱۳۸۸
- - چهاردهمین جشنواره فیلم میلانو – ۱۳۸۸ – ایتالیا
- - هشتمین جشنواره فیلم رجیو – ۱۳۸۸ – ایتالیا
- - جشنواره فیلم‌های مستند بیروت – ۱۳۸۸ – لبنان
- - ششمین جشنواره فیلم کونکن – ۱۳۸۸ – ژاپن
- - جشنواره فیلم فلکسیف – ۱۳۸۸ – استرالیا
- - سینما حقیقت – سومین جشنواره بین‌المللی فیلم مستند ایران - ۱۳۸۸
- - جشنواره فیلم کوتاه بولزانو – ۱۳۸۸ – ایتالیا
- - هفتمین جشنواره فیلم شورت سوپ – ۲۰۱۰ - استرالیا

## جوایز
- - جایزه بدیع‌ترین فیلم و جایزه ویژه کارشناسان مذهبی از چهارمین جشنواره فیلم رویش - ۱۳۸۷
- - جایزه بهترین فیلم تجربی از بیست و پنجمین جشنواره فیلم کوتاه تهران - ۱۳۸۷
- - جایزه ویژه هیئت داوران از سومین جشنواره فیلم جاده ابریشم – ۱۳۸۷ – بورسا (ترکیه)
- - جایزه بخش مستند از دومین جشنواره فیلم کوتاه قبرس – ۱۳۸۸ – نیکوزیا (قبرس)

## بیوگرافی کارگردان
- امیر مهران
- متولد ۱۳۶۰ سبزوار، دانش آموختهٔ کارگردانی انیمیشن از دانشکده صداوسیما.
- عضو آسیفا
- عضو انجمن سینمای جوانان ایران
- کارگردانی سه فیلم کوتاه داستانی
- ساخت انیمیشن‌های کوتاه : یک جهت – موج‌های گمشده – شهرخاموش.
- ساخت فیلم‌های تجربی: مسیر سرد خون – زمان پایان.
- شرکت در بیش از ۳۰ جشنواره داخلی و خارجی.
- برنده جایزه بهترین تدوین دردومین جشنواره فیلم و عکس خراسان – ۱۳۷۸ ( تل )
- برنده جایزه بهترین فیلم انیمیشن در بیست و دومین جشنواره فیلم کوتاه تهران – ۱۳۸۴ ( موج‌های گمشده )
- برنده جایزه بهترین فیلم انیمیشن درجشنواره فیلم نور لس آنجلس – ۱۳۸۴ ( موج‌های گمشده )
- برنده جایزه بهترین فیلم انیمیشن درهشتمین جشنواره فیلم و عکس خراسان رضوی – ۱۳۸۷ ( مجنون بر مزار لیلی )
- برنده جایزه ویژه هیئت داوران از سومین جشنواره فیلم شهر- ۱۳۸۷ (زمان پایان)